# Take Your Chance
Take Your Chance – pierwszy ogólnodostępny album niemieckiego wokalisty, Alexandra Klawsa, który wydany został 28 kwietnia 2003 roku.

## Lista utworów
1. Take Me Tonight /04:04/
2. I Don't Wanna Say That /03:16/
3. From The Heart Of An Angel /03:38/
4. Another Day, Another Heart /04:10/
5. We Had It All 	 /03:35/
6. Stay With Me 	 /03:55/
7. I Need You 	 /03:43/
8. Anything Is Possible 	 /04:06/
9. Breakin Up Is Hard To Do /03:55/
10. I Believe 	 /03:33/
11. Anytime You Want Me 	 /03:31/
12. Just Tomorrow 	 /03:42/
13. Maniac 	 /03:55/
14. Even When Your Love Is Gone /03:52/
15. If I Can't Have You Tonight /03:53/

## Single
Take Me Tonight – wydany 17 marca 2003 r.
1. Take Me Tonight (Radio Edit) /04:00/
2. Take Me Tonight (Extended Version) /05:19/
3. Take Me Tonight (Instrumental) /04:00/

Stay With Me – wydany 10 czerwca 2003 r.
1. Stay With Me (Radio Version) /03:31/
2. Stay With Me (Retro Mix) 	 /04:00/
3. I'll Love You 'til The Day I Die /03:33/
4. Stay With Me (Instrumental) 	 /03:31/